# Nucifraga
Nucifraga (Brisson, 1760) è un genere di uccelli passeriformi appartenente alla famiglia Corvidae.

## Etimologia
Il nome scientifico del genere, Nucifraga, deriva dall'unione delle parole latine nux ("noce") e frangere ("rompere"), col significato di "rompi-noci", traduzione del nome tedesco di questi uccelli, Nußbrecher.

## Descrizione

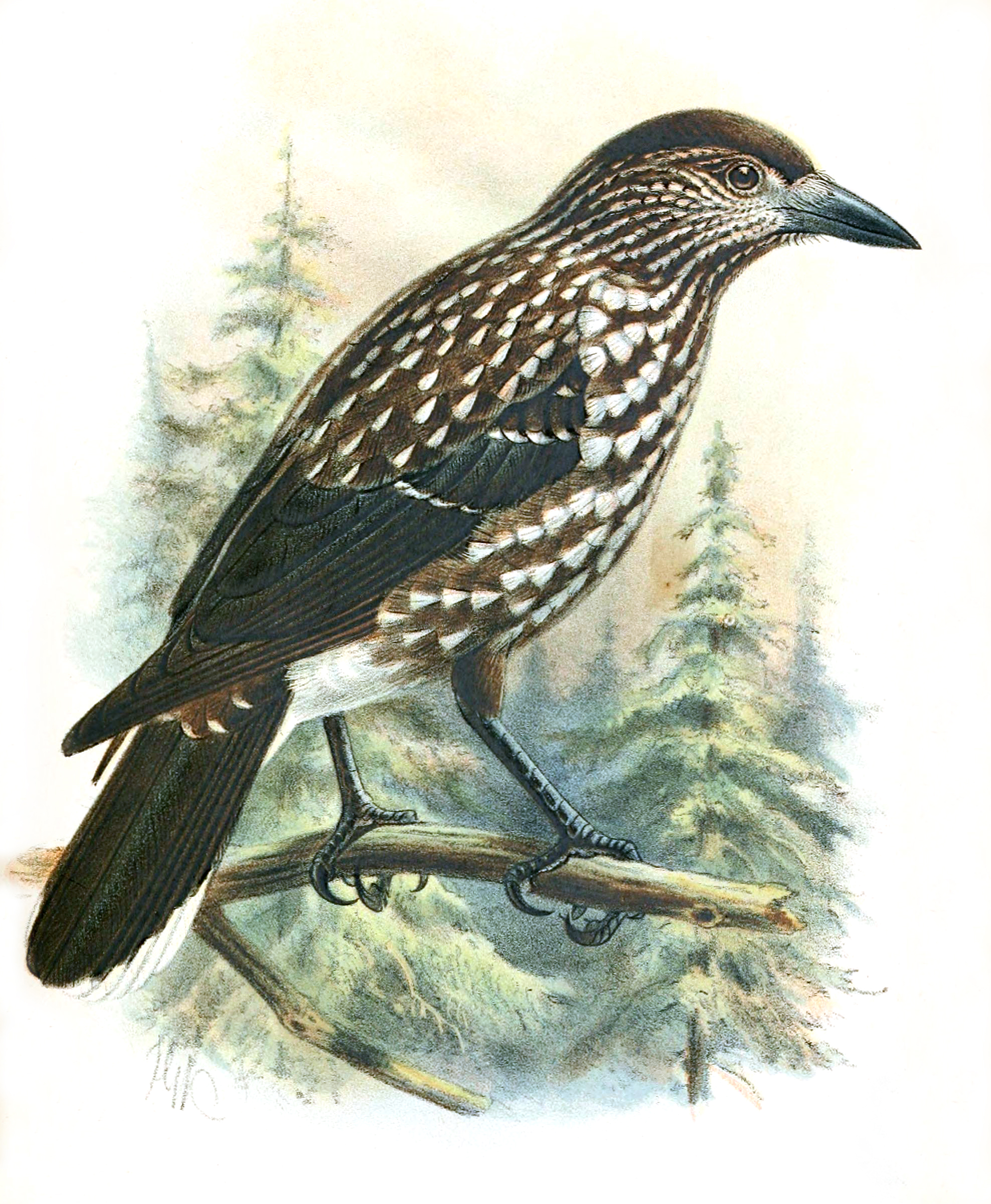
N. caryocatactes.

Al genere vengono ascritti uccelli di taglia media (27-34 cm di lunghezza), dall'aspetto robusto, muniti di grossa testa arrotondata con becco conico forte e allungato, lunghe ali digitate, zampe forti e coda squadrata.
Il piumaggio è bruno con le singole penne machulate di chiaro nelle specie eurasiatiche, mentre nella nocciolaia di Clark la livrea è quasi interamente grigio-biancastra con ali e coda scure.

## Biologia
Le nocciolaie sono uccelli dalle abitudini di vita diurne, che vivono in genere da soli e si muovono fra il suolo e i rami degli alberi alla ricerca di cibo, costituito soprattutto da frutta a guscio e pinoli (i cui involucri vengon spaccati mediante il forte becco), ma anche da insetti ed altro cibo di origine sia animale che soprattutto vegetale.

Similmente ad altri corvidi, anche le nocciolaie sono solite stipare durante i mesi caldi il cibo in surplus nel terreno, per poi reperirlo durante l'inverno.
monogami, questi corvidi si riproducono molto presto, nidificando verso la fine dell'inverno: i due sessi collaborano in tutte le fasi dell'evento riproduttivo.

## Distribuzione e habitat
Il genere ha distribuzione olartica: le tre specie occupano infatti le pinete ed i boschi misti di un vastissimo areale che va dalle isole britanniche alla Kamchatka, a sud fino all'Himalaya, mentre in America il genere è rappresentato nelle aree montuose della West Coast nordamericana.

## Tassonomia

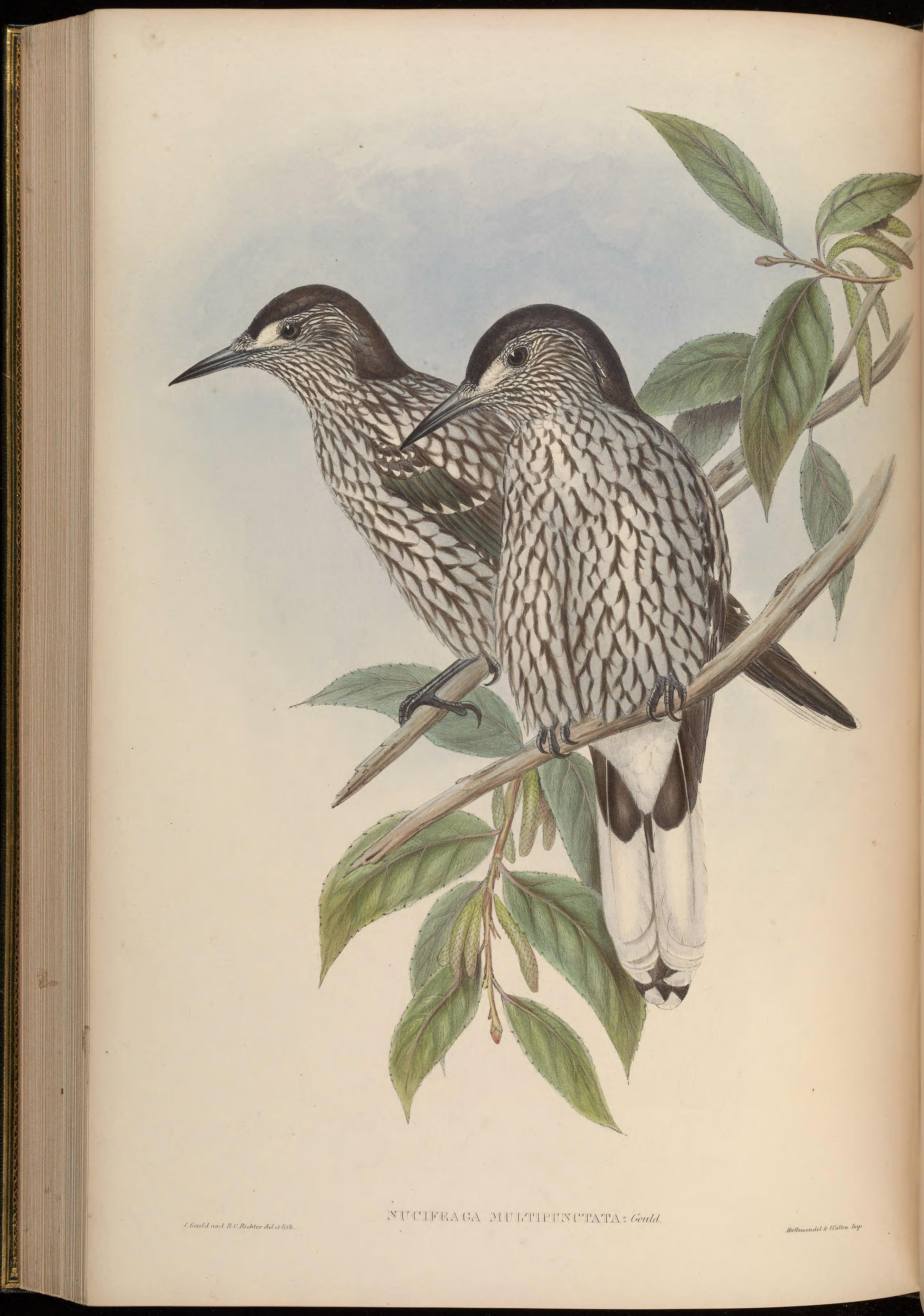
N. multipunctata.

Al genere vengono ascritte tre specie:
- Genere Nucifraga
  - Nucifraga columbiana (Wilson, 1811) - nocciolaia di Clark
  - Nucifraga caryocatactes (Linnaeus, 1758) - nocciolaia eurasiatica
  - Nucifraga multipunctata Gould, 1849 - nocciolaia del Kashmir

Nell'ambito della famiglia dei corvidi, il genere Nucifraga rimane basale rispetto al clade Coloeus/Corvus.